# Арт Антонян
Арт Антонян (вірм. Արթ Մելիքի Անտոնյան) — український письменник, митець. Автор романа-антиутопії «TÜK».

## Біографія
Народився у вірменській родині військовослужбовців у Сибіру. Виріс в Угорщині та Україні. Закінчив Ужгородський національний університет, факультет романо-германської філології за спеціальністю англійська мова та світова література. Навчався в Ужгородському музичному коледжі імені Д. Е. Задора на відділенні академічного вокалу.
З 2004 по 2010 працював радіоведучим на радіо «Версія-фм». З 2008 по 2010 ведучий ранкових ефірів на телеканалі «Тиса-1» у місті Ужгороді. З 2010 до 2014 журналіст, редактор на телебаченні в Останкіно. Знімався в епізодичних ролях у серіалах та телепроектах. З 2015 по 2017 працював у дипломатичній сфері у посольстві США в РФ. З 2017 року живе та пише романи в Європі.

## Письменницька діяльність
Перший вірш написав у 8 років. У 2001 вийшла поетична збірка «Ангел Мій» у співавторстві з поетесою Тетяною Гогерчак. З 2014 по 2016 пише вірші для пісень української співачки Джамали: «My lover», «Thank you», «Perfect man», «Sister's lullaby», «Обещание». Пісня «Обещание» стала саундтреком фільму «Моя бабуся Фанні Каплан». У 2016, спеціально до участі в українському національному відборі на Eurovision, Арт Антонян на основі перших українських рядків та ідеї Джамали написав англомовний текст пісні «1944», яка принесла Україні перемогу. За три дні до перемоги в пісенному конкурсі слова 'You think you are gods, but everyone dies' були відзначені окремою нагородою EUROSTORY AWARD 2016 як найсильніший рядок з усіх текстів пісень, представлених на Євробаченні у 2016.
У 2019—2020 пише роман-антиутопію «TÜK». Незабаром після повномасштабного нападу Росії на Україну вцілілі українські видавництва повернулися до видання книг. Однією з перших стала антиутопія «TÜK». Видавництво «Видавництво 21» публікує роман у травні 2022. Дія роману відбувається в країні під назвою Üмперія. üПопуляція давно втратила людську подобу. У світі öсобин серцебиття – злочин, страшна недуга. Тотальні заборони оголосили абсолютною свободою, любов до батьківщини замінив агресивний політичний мілітаризм, домашніх улюбленців – роботварини, створені задля вправляння їхніх господарів у вишуканому садизмі. Правосуддя довершили, передавши до рук прекрасних, але безжальних Äфродіт. Ідеальним суспільством керують ньÜзруми. На шляху до бездоганного порядку стоїть лише Herz-тероризм, що виник унаслідок глобальної серцевої пандемії.
Законослухняна öсобина Давид сумлінно працює на благо Üмперії в телецентрі, допомагаючи створювати новинний продукт, який повинні регулярно споживати всі представники üПопуляції. Давид – гвинтик у нещадній машині пропаганди – потрапляє у вир подій, які не лише ставлять під сумнів досконалість üмперського ладу, але й загрожують усьому людству.